# Ishinpō

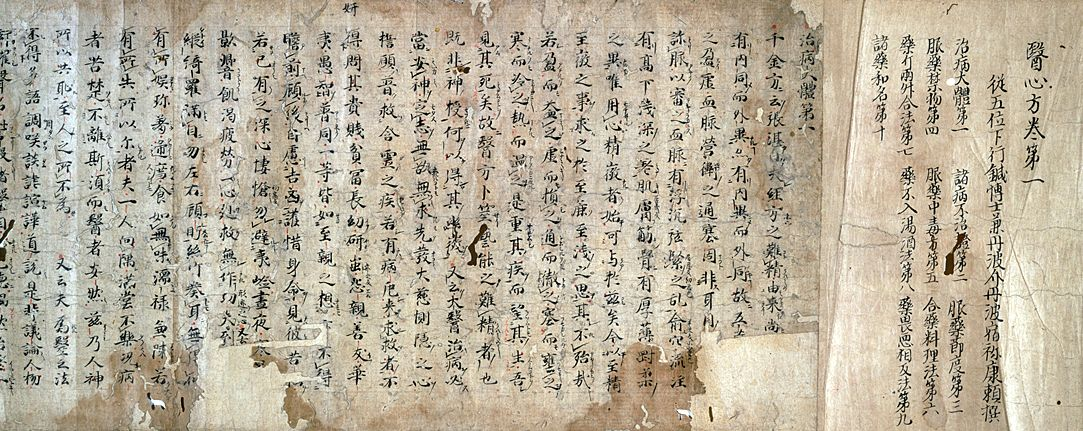
Ishimpō, anciennement en possession de la famille Nakarai.

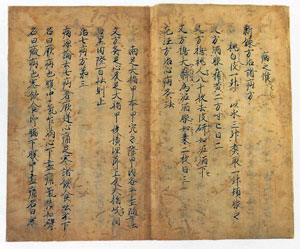
Ishimpō, fragment de l'exemplaire du temple Ninna à Kyōto.

L' Ishinpō (医心方, Ishinpō ou Ishinhō) est le plus ancien texte de médecine japonais qui nous soit parvenu. Il est écrit par Tamba no Yasuyori (de) entre 984 et 994 et comporte 30 volumes. L'ouvrage est composé à partir du Bìng Yuánhóu lún en chinois, écrit par Cháo Yuánfāng au temps de la dynastie Sui. Beaucoup de textes Ishinpō ont été perdus en Chine et n'ont survécu jusqu'à nos jours que grâce à leur inclusion dans cet ouvrage classé trésor national du Japon.
Le texte s'organise selon les catégories suivantes :
| Volume | Sujet                         |
| ------ | ----------------------------- |
| 1      | Vue d'ensemble                |
| 2      | Acupuncture et moxibustion    |
| 3      | Médecine interne              |
| 4      | Dermatologie                  |
| 5      | Oto-rhino-laryngologie        |
| 6      | Médecine interne              |
| 7      | Chirurgie et médecine interne |
| 8      | Médecine interne              |
| 9      | Médecine interne              |
| 10     | Médecine interne              |
| 11     | Médecine interne              |
| 12     | Médecine interne              |
| 13     | Médecine interne              |
| 14     | Médecine interne              |
| 15     | Chirurgie                     |
| 16     | Chirurgie                     |
| 17     | Chirurgie                     |
| 18     | Chirurgie                     |
| 19     | Pharmacologie                 |
| 20     | Pharmacologie                 |
| 21     | Gynécologie                   |
| 22     | Obstétrique                   |
| 23     | Obstétrique                   |
| 24     | Gynécologie obstétrique       |
| 25     | Pédiatrie                     |
| 26     | Santé                         |
| 27     | Santé                         |
| 28     | Comportement sexuel humain    |
| 29     | Diététique                    |
| 30     | Diététique                    |

L'Ishinpō est remarquable pour la préservation de quelques-uns des manuels taoïstes de sexualité, depuis les Han jusqu'à la dynastie Tang. La vingt-huitième section du Ishinpō contient une transcription complète d'un texte taoïste connu sous le nom de Classique du Sunu, qui est un dialogue entre la jeune fille sombre et l'empereur jaune, avec les conseils sur les pratiques sexuelles que ce dernier prodigue à la première.
Tandis que le texte est rédigé en kanbun, les termes japonais en marge sont écrits en man'yōgana pour les plantes, les animaux et les minéraux.